# 曼德維爾 (牙買加)

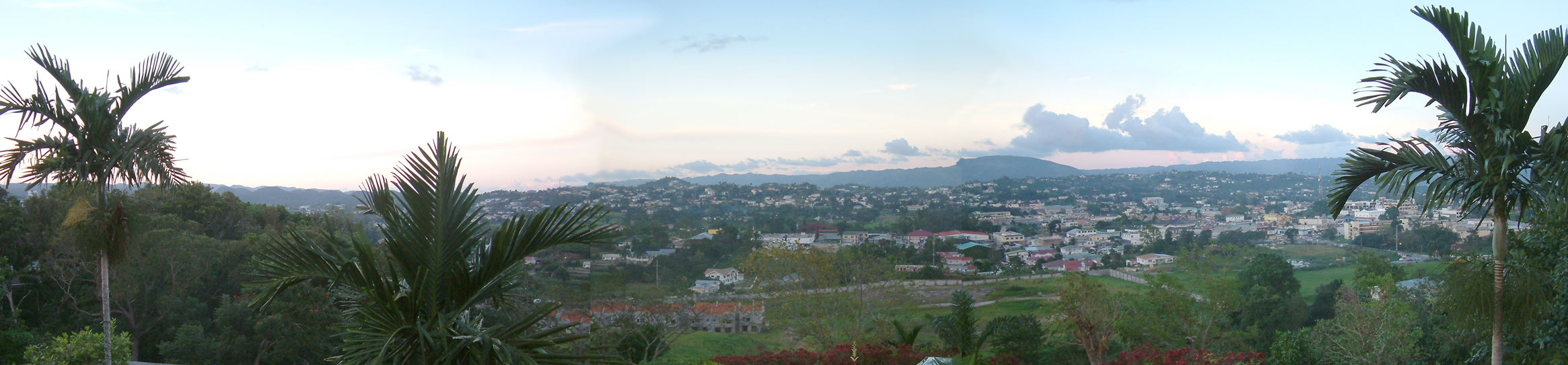

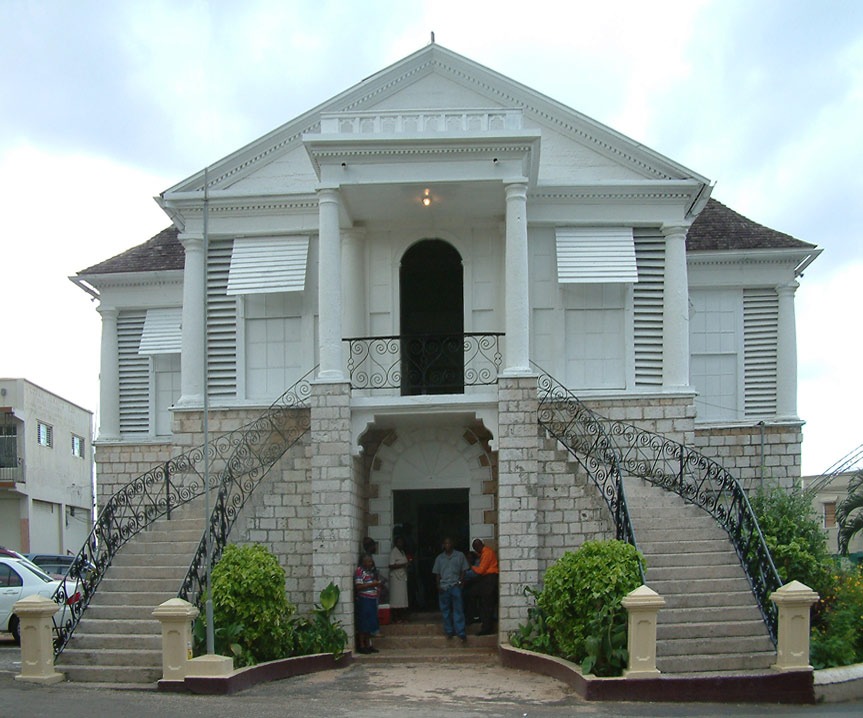

曼德維爾是牙買加的城鎮，也是曼徹斯特區的首府，位於該國南部，距離首都金斯敦103公里，由米德爾塞克斯郡負責管轄，始建於1816年，面積629平方公里，2010年人口48,300，是該國第五大城市。

## 外部連結
- http://WWW.Updeh.com （页面存档备份，存于）
- Mandeville travel guide
- The Mandeville Weekly News Paper （页面存档备份，存于）
- http://www.jamaicascene.com/attractions/mandeville/mrs_stephenson_garden.php （页面存档备份，存于）
- http://www.jamaicascene.com/hotels/mandeville/index.php （页面存档备份，存于）
- http://www.mobay.com/town6.htm （页面存档备份，存于）

18°02′N 77°30′W / 18.033°N 77.500°W